# 武装

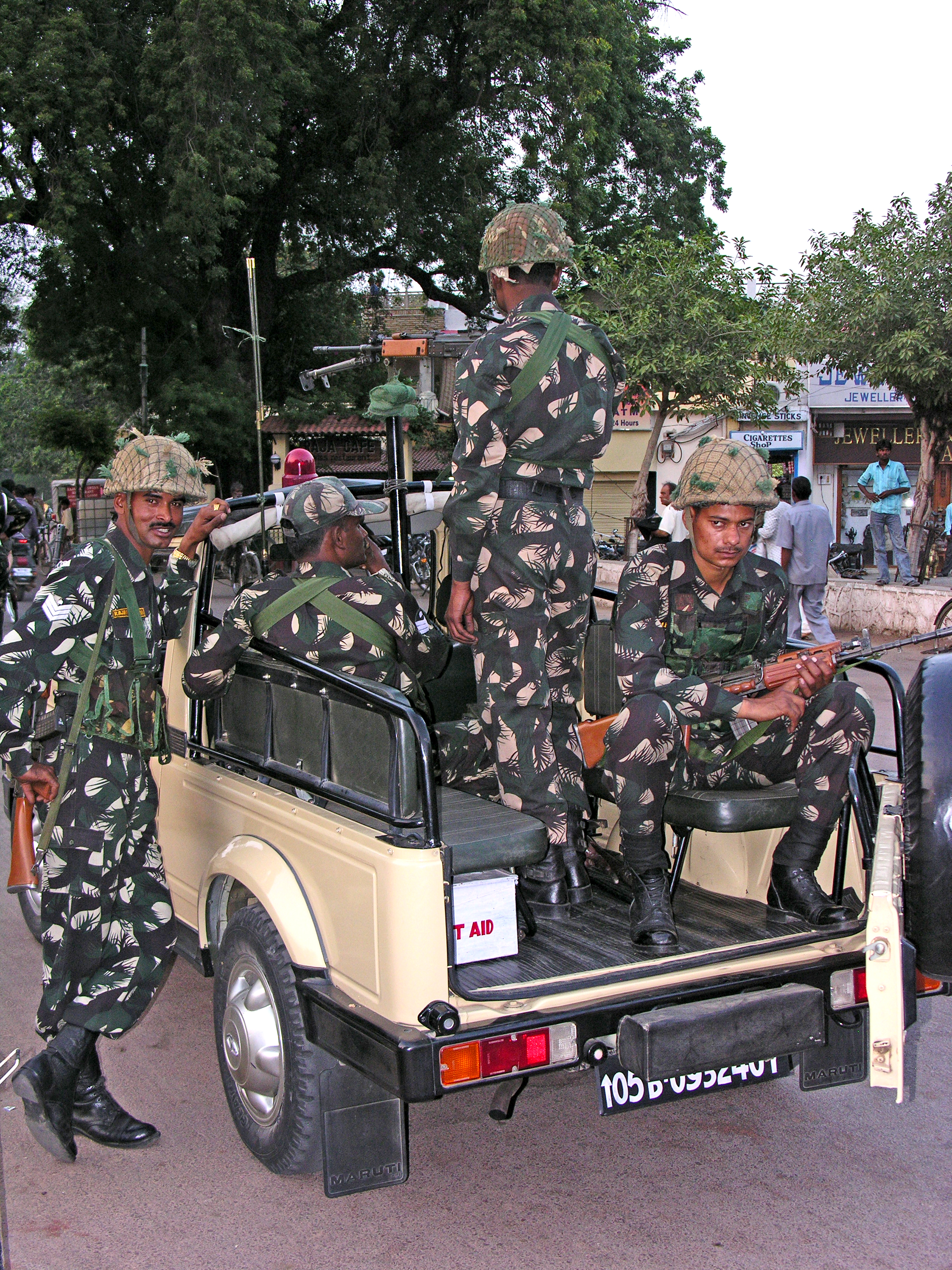
現代の軍事組織における人員および車両の武装の一例。

武装（ぶそう）は、戦闘のための装備をすること。また、その装備のこと。武装をする権利のことを武装権という。

## 武装化

### 個人の武装
兵士や警察官など個人の場合は、武装の度合いによって軽武装・重武装などという格付けをすることもあるが、その個人がいる時代や果たす役目に応じて何をもって重武装とするかは大きく異なる。現代の兵士であれば、小銃の他に重機関銃などで武装すれば重武装と言えるであろうが、古代ギリシアや古代ローマで活躍した重装歩兵のような古代の兵士は兜、胸当てにすね当てを身につけ、パイクと剣を持てば重武装と言えた。また、警察官であれば警棒や拳銃の他に散弾銃（ライアットガン）を持つと重武装ととらえられる。
あらゆる状況を想定して必要となる装備を持ち運べるだけ装備することを完全武装と呼ぶ。しかし、この言葉は国語辞典には載っていないことも多く、和英辞典では掲載されているなどの差異があり、完全武装という言葉は英語の"fully armed"の直訳語である可能性がある。また、武器には限らない言葉であるが、あらゆる事態を想定した思いつく限りの装備を持つという点では完全装備とほぼ同義であり、その英訳語として"fully equipped"の他に"fully armed"も挙げられている。

### 国家の武装
国家の場合は、軍事力を持つことを軍備のほかに武装と呼ぶことがあり、特に核兵器によって武装した場合を核武装という。比喩的な表現を除けば、国家に対して武装の程度に応じて軽重の区別をしたり、完全武装と呼んだりすることはあまりない。
国家においての軍事的な武力は、各国の経済力と比例することが多い。しかし、一部の後進国では、自国の経済力に匹敵する武力を持つ例もある。これは、国内の福祉、教育、医療面などに使われるべき資金を、深刻なレベルにまで軍事力へ注ぎ込んだ結果である。傾向としては、クーデター後に建国された国家、または軍事独裁政権下にある国家が武装強化を表しやすい面がある。顕著な武装国家の例としては、北朝鮮などがある。

### 車両・航空機・船舶の武装
時代が下ってくると、人間の武装の延長として車両、航空機、船舶などに対して武装を施すようになってきた。武装を施した時点で、それは乗用の機械ではなく兵器となる。そのような自動車は総称として軍用車両と呼ばれ、機関銃や大砲、ミサイルで武装し、用途に応じて戦車や装甲車などと呼ばれる。武装した航空機は総称として軍用機と呼ばれ、機関砲をはじめ、ミサイルや爆弾などで武装している。船舶では、古くは鉄の砲丸を打ち出す大砲にはじまり、現代ではミサイルや魚雷などで武装しており、その搭載量を活かして自動車や航空機よりも多くの武装を持っていることも多い。また、自身では主力となる武器を持っていない航空母艦も艦載機を搭載し、発進させる能力も広い意味では武装と言える。このような船舶は総称として軍艦と呼ばれる。鉄道車両にも武装した装甲列車や、車両そのものが兵器となった列車砲があった。なお、車両や船舶などの本体に武装を施すことを艤装と呼ぶこともあるが、通常の運行・航行に必要な装備を取り付けることも艤装と呼ぶため、武装のことだけに限らないことに注意しなければならない。

### 一般の武装
一般においての武装については、日本国内では銃刀法、並びに凶器準備集合罪に基づき、個人および警備についての過剰な武装が規制されている。しかしながら、日本も含めて世界の歴史を見ると、民衆が武器をとって時の支配者の圧政に立ち向かった事例も多くあり、こういった民衆の武装および反乱を武装蜂起と呼ぶ。

## 非武装化
武装とは逆に、武装を取り除くことを非武装化と言い、武装していない状態を非武装または丸腰と言う。特に、戦闘中に降伏し捕虜になった者、また、戦闘に敗北した軍隊から武器を強制的に取り上げることを武装解除と言う。個人の場合はともかく、軍隊やテロリスト集団などの組織の場合は武装解除が適切に行われないと、再武装されてしまって戦闘が再び始まってしまうことになる。
車両、航空機、船舶の非武装化は、武器を取り外したり、使用できないように破壊することによって行われる。人間の場合は武装を取り去れば普通の人間であるが、もともと兵器として作られたこれらの機械は武装を取り払った時点で通常の乗用機械とはなれないことがほとんどである。また、ミサイルの場合は、ミサイルが兵器たる部分である弾頭を取り外して再度装備することができないようにすることで非武装化とされ、非武装化されたミサイルは標的などの用途に転用される。
また、武装・非武装の区別は上記のような人間、国家、機器のほかに特定の場所に対しても用いられ、平和条約・休戦協定などによって設けられる、軍事活動が許されない地域を非武装地帯と呼ぶ。

## 武装に関する用語

### 組織・団体
- 武装親衛隊
- 武装警察
- 武装イスラム集団
- 武装勢力

### 国家戦略
- 武装中立
- 非武装中立
- 非武装地帯
- 武装中立同盟

### その他
- 武装商船
- 武装すり団
- 武装闘争
- 武装条例
- 理論武装 - 実際の武器で武装するのではなく、自己を正当化する論理をあらかじめ用意しておくこと。